# چوسپه
چوسپه (به اسپانیایی: Chuspe) یک کوه در پرو است. چوسپه ۵٬۰۰۰ متر بالاتر از سطح دریا واقع شده‌است.